# Diogo Pereira Coutinho
Diogo Manuel de Castro Constâncio Pereira Coutinho (Lisboa, Lapa, 17 de Outubro de 1922) é um empresário português.

## Família
D. Diogo Manuel de Castro Constâncio Pereira Coutinho era o terceiro filho varão de D. Fernando Pereira Coutinho e de sua mulher Elvira de Castro Constâncio.. D. Diogo era neto, por via paterna, de D. António Xavier Pereira Coutinho e de sua mulher, D.ª Maria Isabel, filha do 5.º marquês de Soydos.

## Biografia
Dono duma considerável fortuna, que mantinha com investimentos financeiros, foi dono da SOMAFEL, empresa que fundou em 1956 entretanto vendida, já depois do 25 de Abril, em 1992, à Teixeira Duarte.
É, também, criador de cavalos de corrida, sendo dono dum dos mais valiosos e mais caros cavalos garanhões do mundo e o melhor da História em competições equestres, o célebre Baloubet du Rouet.

## Casamentos e descendência
Casou primeira vez em Viseu, na Casa da Prebenda, a 15 de Julho de 1950 com Maria José Carlota de Castro Coutinho de Quevedo Pessanha (Lisboa, Coração de Jesus, 9 de Junho de 1916), filha de Vasco Francisco Caetano de Quevedo Pessanha de Vilhegas do Casal (Viseu, São Cipriano, 24 de Março de 1884 – Lisboa, São Mamede, 5 de Fevereiro de 1943), neto materno do 1.º Barão da Quinta do Ferro e 1.º Visconde da Quinta do Ferro, e de sua mulher (Lisboa, Coração de Jesus, 11 de Novembro de 1907) Maria Augusta Adelaide da Fonseca Coutinho e Castro (Lisboa, Beato, 26 de Novembro de 1885 – ?), neta materna do 1.º Visconde de Portalegre e bisneta do 1.º Visconde de Castelo Branco e do 1.º Barão de Oleiros e 1.º Visconde de Oleiros, de quem tem dois filhos: 
- D. Vasco Manuel de Quevedo Pereira Coutinho (Lisboa, 13 de Maio de 1952), 1.º Marquês de Pereira Coutinho
- D. João Manuel de Quevedo Pereira Coutinho (Lisboa, 23 de Junho de 1956)

Casou segunda vez com Nicole de Preaulx (Château d'Oublaise, 30 de Julho de 1930), de quem foi terceiro marido, sem geração.